# コッレロンゴ
コッレロンゴ（イタリア語: Collelongo）は、イタリア共和国アブルッツォ州ラクイラ県にある、人口約1,200人の基礎自治体（コムーネ）。

## 地理

### 位置・広がり

#### 隣接コムーネ
隣接するコムーネは以下の通り。
- バルソラーノ
- チヴィタ・ダンティノ
- レッチェ・ネイ・マルシ
- オルトゥッキオ
- サン・ヴィンチェンツォ・ヴァッレ・ロヴェート
- トラサッコ
- ヴィッラヴァッレロンガ